# むつ市立第一田名部小学校
むつ市立第一田名部学校（むつしりつ だいいちたなぶしょうがっこう）は、青森県むつ市柳町にある公立小学校。むつ市立むつ中学校と施設分離型（4・3・2制）小中一貫教育を行っている。

## 概要
- 本校は、田名部中心街の北部や東部の広範囲を学区とする。
- なお、旧むつ市域（田名部町、大湊町）の学校としては、最も歴史が古い[注釈 1]。

## 沿革
- 1873年（明治6年）7月10日 - 第七学区一六中学区四番小学[注釈 1]として創立。
- 1874年（明治7年） - 田名部小学と改称。
- 1875年（明治8年）9月 - 神明町に校舎改築移転。
- 1886年（明治19年） - 田名部尋常小学校と改称。田名部高等小学校（1879年（明治12年）設置の下北郡公立中学校を継承）併設。
- 1892年（明治25年） - 田名部尋常高等小学校と改称。
- 1895年（明治28年）5月28日 - 田名部新町の個人宅から出火し、校舎全焼。
- 1897年（明治30年）1月 - 旧盛岡藩田名部代官所跡に校舎新築移転。
- 1915年（大正4年）10月3日 - 旧田名部代官所跡隣接地に、新築移転。
- 1917年（大正6年）4月15日 - 田名部女子実業補習学校併設。
- 1920年（大正9年） - 田名部農商業補習学校併設。
- 1926年（大正15年） - 農商業補習学校が青年訓練所充当に改称。同年、大曲（赤川）に、季節分教場設置。
- 1927年（昭和3年）3月11日 - 柳町字蓮花寺1番地に第二校舎新築。
- 1929年（昭和4年）4月8日 - 大曲季節分教場が、通年制分教場となる。
- 1930年（昭和5年）6月1日 - 田名部女子実業補習学校が、田名部実践女学校と改称。
- 1933年（昭和8年） - 田名部実践女学校が、田名部実科高等女学校と改称。
- 1935年（昭和10年） - 青年訓練所充当田名部農商業補習学校が、田名部青年学校と改称。
- 1941年（昭和16年）
  - 4月1日 - 国民学校令により、田名部国民学校と改称。
  - 日付不明 - 田名部実科高等女学校が青森県に移管、第一校舎を明け渡し、第二校舎に移転。
- 1947年（昭和22年）4月1日 - 学校教育法（旧法）施行により、田名部町立田名部小学校と改称。同日、高等科生を田名部中学校に移籍。第二田名部小学校は、旧海兵団兵舎を改造校舎とし、分離発足。大曲分教場は、第二田名部小学校の分校となる。
- 1948年（昭和23年）
  - 1月 - 酪農季節分校開設。
  - 3月31日 - 田名部青年学校が閉校。
  - 11月27日 - 酪農季節分校が、通年制分校に変更。
- 1954年（昭和29年）
  - 日付不明 - 酪農分校廃止。
  - 4月1日 - 第一田名部小学校と改称。
- 1959年（昭和34年）9月1日 - 田名部町と大湊町が合併し、大湊田名部市発足により、大湊田名部市立第一田名部小学校と改称。
- 1960年（昭和35年）8月1日 - 市名変更により、むつ市立第一田名部小学校と改称。
- 1971年（昭和46年）4月1日 - 最花・樺山の両小学校を統合。

## 通学区域
- 本町、田名部町、柳町一・二・三・四丁目、横迎町一・二丁目、上川町、栗山町、女舘、尻釜、宮後、椛山、赤坂、土手内、斗南岡、最花、品ノ木、酪農[2]

## 周辺
- 神明宮 - 敷地が隣接。
- むつ北児童公園 - 敷地が隣接。
- 柳町しゅざん・がくしゅう塾
- 国道279号
- 下北新報社
- 天理教斗南分教会

## アクセス
- 下北交通恐山線「まさかりプラザ前」停留所から、徒歩約625m。約10分（神明宮西側の道を通った場合）。
- JRバス東北下北線「田名部」停留所から、徒歩約780m。約11分（神明宮西側の道を通った場合）。
- 川内交通(むつ車体) ムーヴィ (市内循環路線)「柳町栗山奉公会館前」停留所から、徒歩約240m・約4分。

## 参考資料
- 『むつ市史 年表』310頁～882頁
- 『青森県教育史 別巻』（青森県教育委員会・1973年12月20日発行）746頁「学校沿革 小学校 第一田名部小学校」